# Live in West Hollywood
Live In West Hollywood è un album live della pop punk band The Queers, registrato nel 2000 al locale The Troubadour e pubblicato nel 2001 dalla Hopeless Records.

## Tracce
1. We'd Have a Riot Doing Heroin - 1:56
2. This Place Sucks - 0:40
3. Tulu Is a Wimp - 0:58
4. I Want Cunt - 0:21
5. Monster Zero - 2:00
6. You're Tripping - 1:37
7. I Live This Life - 1:43
8. Tamara's a Punk - 1:40
9. Mirage (Tommy James and the Shondels) - 2:45
10. No Tit - 1:26
11. Blabbermouth - 1:03
12. I Can't Stand You - 1:13
13. Hi Mom, It's Me - 0:45
14. Granola Head - 1:56
15. Noodlebrain - 2:44
16. My Old Man's a Fatso (Angry Samoans) - 1:17
17. Fuck You - 0:54
18. I'm Not a Mongo Anymore - 1:18
19. I Will Be With You (Mr. T Experience) - 1:45
20. Kill That Girl (Ramones) - 2:10
21. Kicked Out of the Weboloes - 0:57
22. I Hate Everything - 1:14
23. Teenage Bonehead - 2:06
24. Love Love Love - 2:30
25. Another Girl - 1:40
26. I Only Drink Bud - 1:55
27. Punk Rock Girls - 2:52
28. Ursula Finally Has Tits - 2:25
29. I Like Young Girls - 1:39
30. Nothing to Do - 1:07
31. Fuck the World - 3:37

## Crediti[1]
- Ramón Bretón - mastering
- Donnel Cameron - missaggio
- Mike Masters - ingegneria del suono
- Winni Wintermeyer - design, fotografia